# 比利亚塞卡德拉萨格拉
比利亚塞卡德拉萨格拉，是西班牙卡斯蒂利亚-拉曼恰托莱多省的一个市镇。总面积32平方公里，总人口1565人（2001年），人口密度49人/平方公里。